# مهدی مهدوی‌کیا
مهدی مهدوی‌کیا (زادهٔ ۲ مرداد ۱۳۵۶) بازیکن سابق و مربی فوتبال اهل ایران است. مهدوی‌کیا در سال ۲۰۰۳ از سوی کنفدراسیون فوتبال آسیا به عنوان بازیکن سال آسیا شناخته شد. وی هم‌اکنون سرمربی فوتبال باشگاه الجزیره الحمراء در لیگ دسته اول امارات است.
او دو بار در فصل‌های ۲۰۰۳–۲۰۰۲ و ۲۰۰۴–۲۰۰۳ از سوی هواداران هامبورگ به عنوان بهترین بازیکن این تیم انتخاب شد (هواداران هامبورگ به او لقب «موشک ایرانی» داده بودند.) و یک بار هم از سوی نشریه کیکر عنوان بهترین بال راست بوندسلیگا را به دست آورد. از دیگر افتخارات ورزشی مهدوی‌کیا انتخاب در لیست ۱۱ نفره تیم منتخب قرن هامبورگ است که در جشن ۱۲۵ سالگی این باشگاه اعلام شد. مهدوی‌کیا در ۱۵ اردیبهشت ۱۳۹۲ و در فینال جام حذفی پس از شکست پرسپولیس مقابل سپاهان، از فوتبال خداحافظی کرد. از او به عنوان موفق‌ترین لژیونر ایرانی نام می‌برند.

## فوتبال ملی
مهدوی‌کیا همواره در دوران ورزشی خود یکی از بازیکنان مؤثر در تیم ملی فوتبال ایران بود. وی با حضور در دو جام جهانی ۹۸ و ۲۰۰۶ خود را در سطح بین‌المللی مطرح کرد.
مهدی پس از بازی با کره جنوبی که در چارچوب مسابقات مقدماتی جام جهانی فوتبال ۲۰۱۰ آفریقای جنوبی در حالی که ایران بازی را یک بر یک تساوی کرد و از صعود به جام جهانی بازماند از تیم ملی فوتبال ایران خداحافظی کرد.
از گلهای خاطر انگیز وی به تیم ملی چین در مقدماتی جام جهانی ۱۹۹۸ و گلزنی به آمریکا در جام جهانی ۱۹۹۸ می‌توان اشاره کرد.
وی پس از خداحافظی نامه‌ای را خطاب به مخالفانش که او را وطن‌فروش نامیده بودند نوشت.

## فوتبال باشگاهی

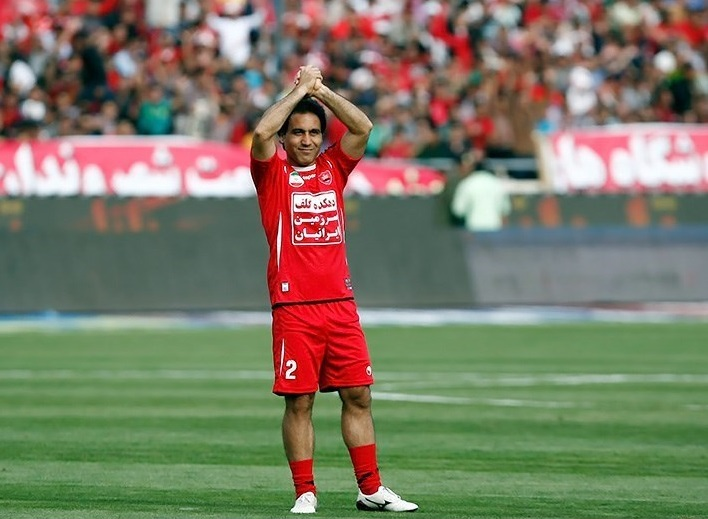
مهدی مهدوی کیا کاپیتان پرسپولیس پس از فینال جام حذفی مقابل سپاهان

مهدوی‌کیا در سال ۱۹۹۸ به باشگاه بوخوم پیوست و در سال ۱۹۹۹ به باشگاه هامبورگ رفت و ۸ سال عضو این تیم بوندس لیگا بود که با تمام شدن قرارداد خود در سال ۲۰۰۷ به تیم اینتراخت فرانکفورت پیوست. وی در سال ۱۳۸۸ پس از فسخ قرارداد با تیم فرانکفورت به تیم استیل‌آذین پیوست.
مهدوی‌کیا در مجموع ۲۵۰ بار - تا پایان فوریه ۲۰۰۹ - در بوندس‌لیگا به میدان رفته است و ۲۹ گل به ثمر رسانده است.

### هامبورگ
مهدوی‌کیا پس از یک فصل بازی در تیم بوخوم به تیم هامبورگ درسال ۱۹۹۹ پیوست. او از ابتدا در تیم هامبورگ شروع به درخشش کرد که اوج کار اودر جام باشگاه‌های اروپا ۲۰۰۰ مقابل یوونتوس و زیدان بود که توانست هم پاس گل بدهد، هم پنالتی بگیرد و هم گل بزند. در ادامه اوتوانست دوبار به عنوان بهترین بازیکن هامبورگ قرار بگیرد وهمچنین یکبار به عنوان بهترین بال راست بوندس‌لیگا انتخاب شود. او سابقه بستن بازوبند کاپیتانی هامبورگ را بر بازو دارد و از محبوبیت ویژه ای نزد هواداران این تیم برخوردار بود. مهدوی‌کیا به عنوان بهترین لژیونر تاریخ ایران ویکی از بهترین لژیونرهای آسیا یاد می‌شود

### بازگشت به پرسپولیس
وی در دی ماه سال ۱۳۹۰، با عقد قراردادی ۶ ماهه به تیم پرسپولیس پیوست و در نخستین بازی، که دیداری دوستانه در برابر آرمین قزوین بود، توانست گلزنی کند. بازگشت او همزمان با بازگشت مصطفی دنیزلی بود. این بازیکن بعد از پایان قرارداد شش‌ماهه خود با پرسپولیس به گفته محمد رویانیان به مدت یک سال دیگر قرارداد خود را تمدید کرد.

## محبوب‌ترین در جهان
در نوامبر ۲۰۱۲ مؤسسه آمار و ارقام (IFFHS) اعلام کرد که مهدوی‌کیا محبوبترین بازیکن جهان در مرحله مقدماتی شناخته شده است. وی پس از پایان رای‌گیری عنوان محبوب‌ترین بازیکن آسیا و عنوان دوم محبوبترین بازیکن جهان در سال ۲۰۱۲ را به خود اختصاص داد.

## مرد اخلاق ورزش ایران
در ۲۳ اسفند ۱۳۹۱ مهدوی‌کیا به عنوان مرد اخلاق ورزش ایران در سال ۱۳۹۱ برگزیده شد.

## خداحافظی از فوتبال
مهدی مهدوی‌کیا سرانجام در ۱۵ اردیبهشت ۱۳۹۲ هنگامی که ۳۶ سال داشت به‌طور رسمی از میدان‌های فوتبال خداحافظی کرد. در ابتدا طبق توافق پرسپولیس و سپاهان برای حضور نمادین مهدوی‌کیا در فینال جام حذفی عنوان شد که قبل از فینال جام حذفی مسابقه‌ای نمادین انجام خواهد شد. اما این مسابقه نمادین صورت نگرفت و مهدوی کیا در ۵ دقیقه پایانی بازی وارد زمین شد. در نهایت سپاهان در ضربات پنالتی پیروز شد و مهدی مهدوی کیا در حالیکه بازیکنان پرسپولیس زمین را ترک کرده بودند به تنهایی در بین تشویق تماشاگران پرسپولیس و سپاهان چهار گوشه زمین را بوسید و ناکام از بلند کردن جام زمین را ترک کرد.
در ادامه مسئولان باشگاه پرسپولیس خواهان دعوت تیم هامبورگ برای انجام بازی خداحافظی مهدوی کیا شدند ولی با موافقت مهدی مهدوی کیا در نهایت از تیم پیشکسوتان باشگاه میلان برای انجام یک بازی خیریه دعوت به عمل آمد. تیم پیشکسوتان پرسپولیس در روز ۷ آذر ۱۳۹۲ میزبان تیم پیشکسوتان میلان با حضور بازیکنانی مانند پائولو مالدینی، فرانکو بارزی و جنارو گتوزو بود، مهدوی کیا در اواخر نیمه اول به جای فرشاد پیوس به میدان آمد و پیوس پیراهن خود را که شماره ۱۷ داشت به او داد، همچنین محمد پنجعلی کاپیتان تیم پیشکسوتان پرسپولیس نیز بازوبند کاپیتانی را بر بازوی مهدوی کیا بست. در نهایت این بازی با نتیجه ۳ بر ۱ به سود پیشکسوتان میلان تمام شد و مهدوی کیا با دور افتخاری خود در تشویق پرشور تماشاگران در ورزشگاه آزادی، کفش‌های خود را آویزان کرد و دوران فوتبالی خود را به عنوان بازیکن به سرانجام رساند.

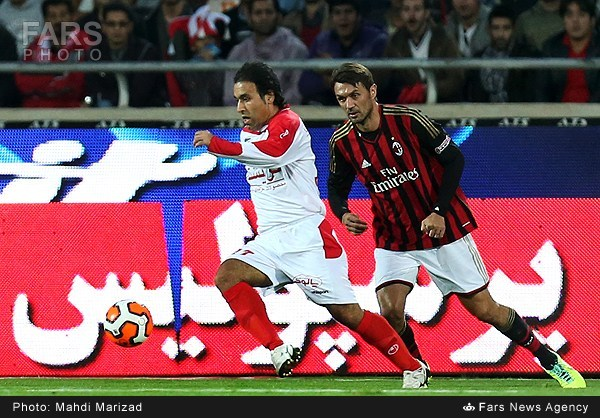
Mehdi Mahdavikia 1392090719454199.jpg
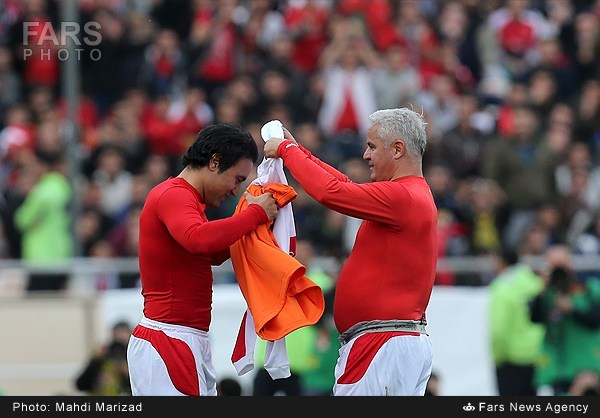
بندانگشتی.jpg
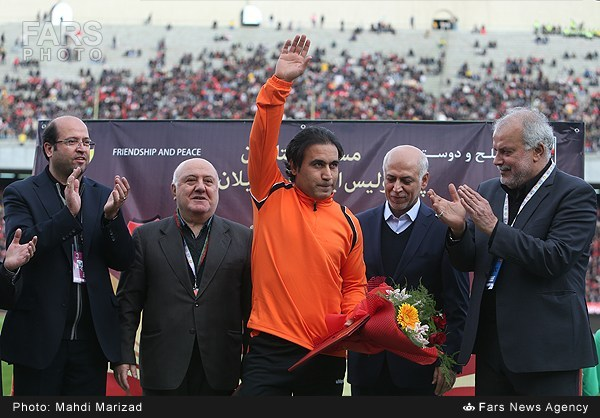
بندانگشتی.jpg
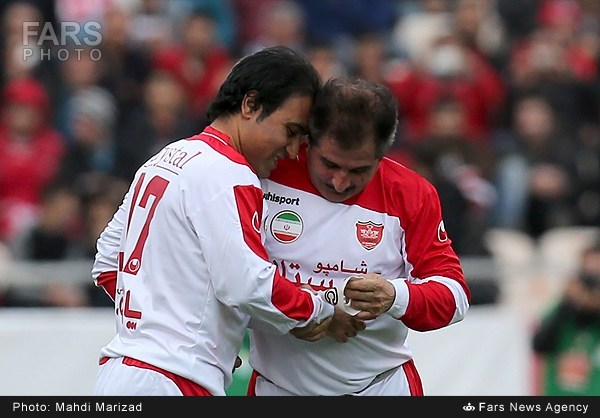
بندانگشتی.jpg
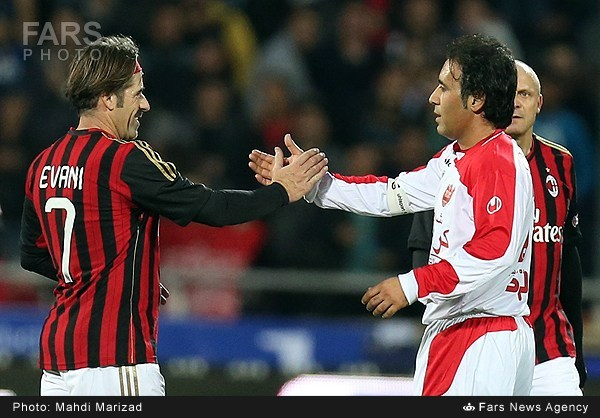
بندانگشتی.jpg

## بازی خداحافظی میشائل بالاک
مهدوی‌کیا در خرداد ۱۳۹۲ در بازی خداحافظی میشائل بالاک در کنار بزرگان فوتبال جهان به سرمربی‌گری ژوزه مورینیو ۸۲ دقیقه بازی کرد.

## مهدوی‌کیا مقابل منتخب ستارگان جهان
مهدی مهدوی‌کیا، ستارهٔ سابق فوتبال ایران یکی از بازیکنانی است که با لباس تیم منتخب ستارگان عرب مقابل منتخب ستارگان جهان به میدان رفت؛ البته نام گذاری این تیم صرفاً به خاطر مسابقات جام کشورهای عربی بوده و تمامی بازیکنان حاضر در این تیم عرب نیستند؛ جیانی اینفانتینو رئیس فیفا هم در کنار مهدوی‌کیا با لباس همین تیم در بازی نمادین حضور پیدا کرد. در پایان مسابقه تیم ستارگان عرب که مهدوی‌کیا هم در آن تیم بود به پیروزی رسید.

## آمار ملی

### بازی‌های ملی
| ایران | ایران | ایران | ایران  |
| سال   | بازی  | گل    | پاس گل |
| ----- | ----- | ----- | ------ |
| ۱۹۹۶  | ۳     | ۰     | ۰      |
| ۱۹۹۷  | ۲۱    | ۵     | ۴      |
| ۱۹۹۸  | ۱۷    | ۲     | ۰      |
| ۱۹۹۹  | ۲     | ۰     | ۰      |
| ۲۰۰۰  | ۱۴    | ۲     | ۲      |
| ۲۰۰۱  | ۱۱    | ۱     | ۰      |
| ۲۰۰۳  | ۳     | ۰     | ۰      |
| ۲۰۰۴  | ۱۰    | ۱     | ۶      |
| ۲۰۰۵  | ۷     | ۱     | ۰      |
| ۲۰۰۶  | ۷     | ۰     | ۱      |
| ۲۰۰۷  | ۶     | ۰     | ۰      |
| ۲۰۰۸  | ۳     | ۱     | ۰      |
| ۲۰۰۹  | ۶     | ۰     | ۰      |
| مجموع | ۱۱۰   | ۱۳    | ۱۳     |

### گل‌های ملی
| شماره | تاریخ           | میزبان     | بازی ملی | حریف      | نتیجه | رقابت                        |
| ----- | --------------- | ---------- | -------- | --------- | ----- | ---------------------------- |
| ۱     | ۲۱ آوریل ۱۹۹۷   | تبریز      | ۵        | کنیا      | ۳–۰   | دوستانه                      |
| ۲     | ۲ ژوئن ۱۹۹۷     | دمشق       | ۶        | مالدیو    | ۱۷–۰  | مقدماتی جام جهانی ۱۹۹۸       |
| ۳     | ۱۱ ژوئن ۱۹۹۷    | تهران      | ۱۰       | مالدیو    | ۹–۰   | مقدماتی جام جهانی ۱۹۹۸       |
| ۴     | ۱۳ سپتامبر ۱۹۹۷ | دالیان     | ۱۴       | چین       | ۴–۲   | مقدماتی جام جهانی ۱۹۹۸       |
| ۵     | ۱۳ سپتامبر ۱۹۹۷ | دالیان     | ۱۴       | چین       | ۴–۲   | مقدماتی جام جهانی ۱۹۹۸       |
| ۶     | ۳۱ ژانویه ۱۹۹۸  | هنگ کنگ    | ۲۶       | هنگ کنگ   | ۱–۱   | دوستانه                      |
| ۷     | ۲۱ ژوئن ۱۹۹۸    | لیون       | ۳۱       | آمریکا    | ۲–۱   | جام جهانی ۱۹۹۸ فرانسه        |
| ۸     | ۱۶ ژانویه ۲۰۰۰  | پاسادینا   | ۴۵       | آمریکا    | ۱–۱   | دوستانه                      |
| ۹     | ۳۱ مارس ۲۰۰۰    | حلب        | ۴۷       | مالدیو    | ۸–۰   | مقدماتی جام ملت‌های آسیا ۲۰۰۰ |
| ۱۰    | ۱۲ اکتبر ۲۰۰۱   | تهران      | ۶۵       | عراق      | ۲–۱   | مقدماتی جام جهانی ۲۰۰۲       |
| ۱۱    | ۱۸ فوریه ۲۰۰۴   | تهران      | ۷۲       | قطر       | ۳–۱   | مقدماتی جام جهانی ۲۰۰۶       |
| ۱۲    | ۳۰ مارس ۲۰۰۵    | پیونگ یانگ | ۸۴       | کرهٔ شمالی | ۲–۰   | مقدماتی جام جهانی ۲۰۰۶       |
| ۱۳    | ۱۵ اکتبر ۲۰۰۹   | تهران      | ۱۰۳      | کرهٔ شمالی | ۲–۱   | مقدماتی جام جهانی ۲۰۱۰       |

## افتخارات

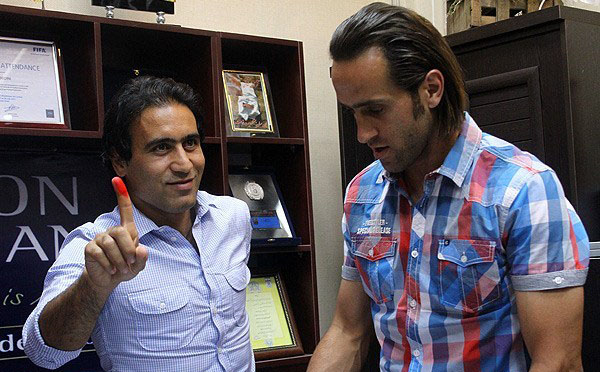
مهدی مهدوی‌کیا (چپ) و علی کریمی / ثبت قرارداد با پرسپولیس / تیر ۱۳۹۱

### باشگاهی
- نایب قهرمانی جام حذفی فوتبال ایران ۹۲-۹۱ به همراه تیم پرسپولیس
- قهرمان لیگ آزادگان ۷۴ به‌همراه باشگاه فوتبال پرسپولیس
- قهرمان لیگ آزادگان ۷۵ به‌همراه باشگاه فوتبال پرسپولیس
- قهرمان جام اینترتوتو: ۲۰۰۵
- قهرمان لیگا پوکال: ۲۰۰۳

### ملی
- جام ملت‌های آسیا: دو مقام سومی(۱۹۹۶ و ۲۰۰۴)
- قهرمان بازی‌های آسیایی ۱۹۹۸
- قهرمان چلنج کاپ آسیا–اقیانوسیه: ۲۰۰۳

### فردی
- کسب عنوان مرد سال آسیا از سوی کنفدراسیون فوتبال آسیا: ۲۰۰۳
- کسب عنوان فوتبالیست جوان سال آسیا: ۱۹۹۷
- بازیکن برتر هامبورگ: ۲۰۰۲–۲۰۰۳ و ۲۰۰۳–۲۰۰۴
- کسب عنوان بهترین وینگر تهاجمی در بوندسلیگا در فصل ۲۰۰۲–۲۰۰۳ توسط کیکر
- بهترین پاسور بوندس لیگا در فصل ۲۰۰۲–۲۰۰۳
- حضور در تیم قرن هامبورگ: (۲۰۱۲)
- جایزه افتخار فدراسیون فوتبال ایران: ۲۰۱۳
- قرار گرفتن در بین ۲۰ بازیکن برتر تاریخ فوتبال آسیا از سوی سایت 90min
- رکورددار تعداد بازی‌های باشگاهی در فوتبال اروپا در بین فوتبالیست‌های ایرانی با ۳۱۰ بازی